# Cadira de rodes elèctrica

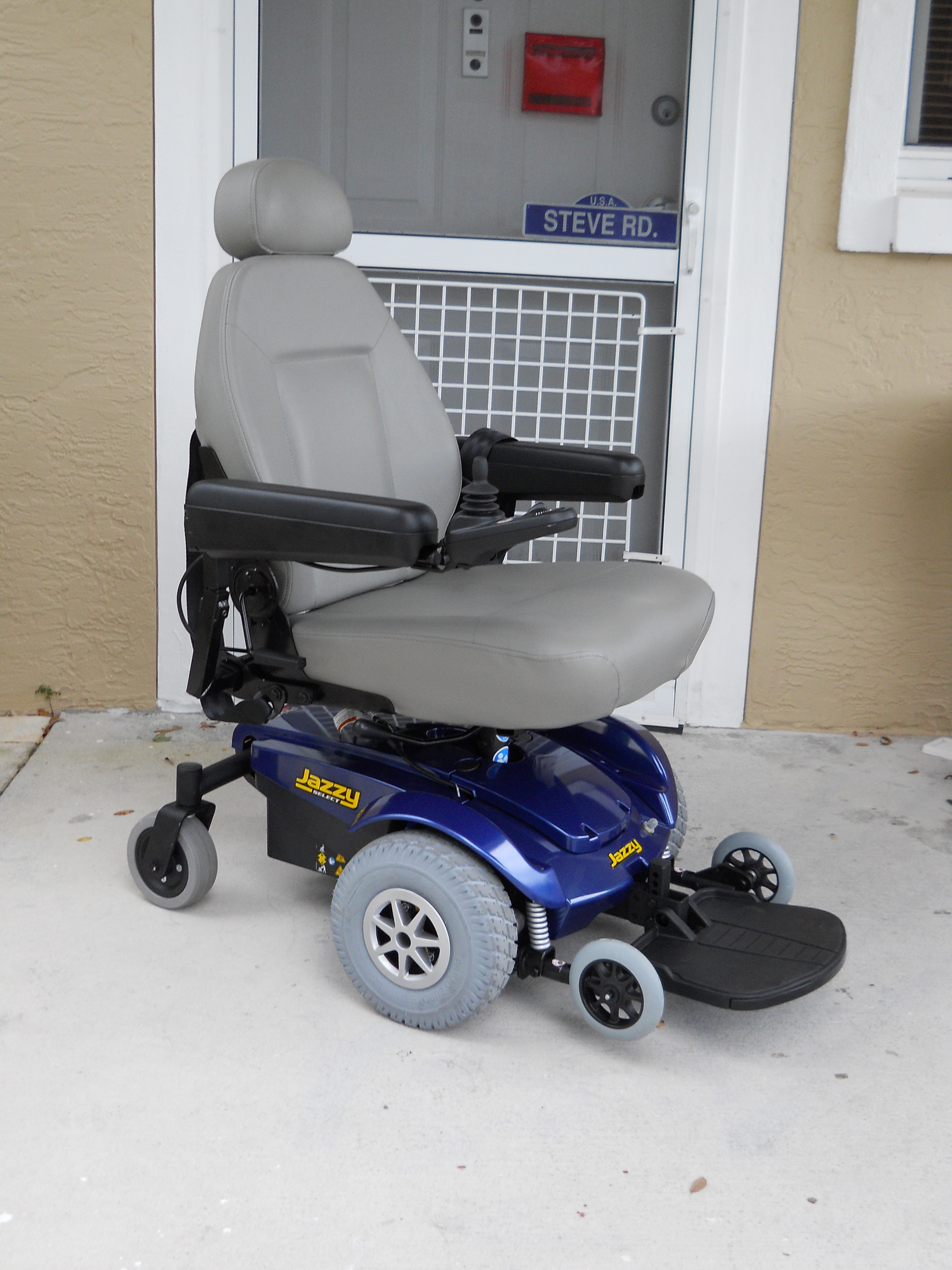
Una cadira de tracció davantera amb un seient de "cadira de capità".

Una cadira de rodes elèctrica (EPW) o cadira de rodes motoritzada, és una cadira de rodes que s'impulsa mitjançant un motor elèctric (generalment utilitzant una direcció diferencial) en lloc de la força manual. Les cadires de rodes motoritzades són útils per a aquells que no poden impulsar una cadira de rodes manual o que necessiten utilitzar una cadira de rodes per distàncies o sobre terrenys que poden fatigar emprant una cadira de rodes manual. També poden ser utilitzades no només per persones amb problemes de mobilitat "tradicionals", sinó també per persones amb afeccions cardiovasculars i de fatiga.

## Història

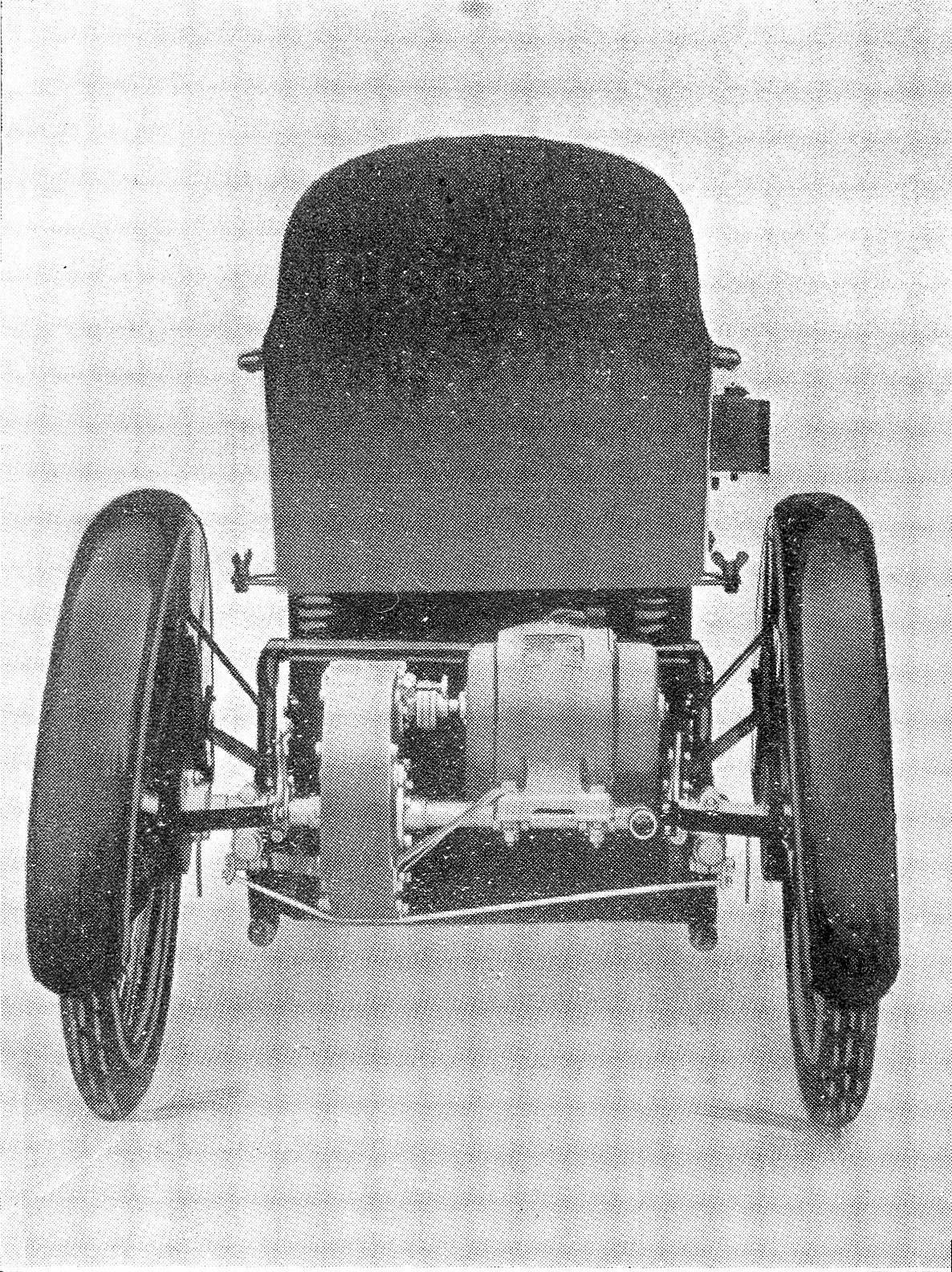
Cadira d'invàlid de propulsió elèctrica Harding (dècada de 1930)

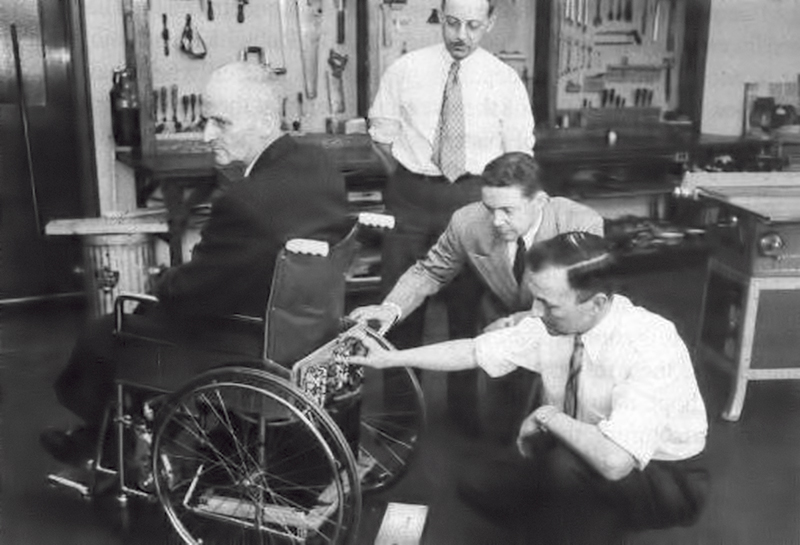
George Klein i altres amb la seva Klein Drive Chair 1953

Un tricicle de propulsió elèctrica va ser desenvolupat per l'empresa RA Harding a Anglaterra a la dècada de 1930. La cadira de rodes elèctrica va ser inventada per George Klein, que va treballar per al National Research Council de Canadà, per ajudar els veterans ferits després de la Segona Guerra Mundial.

## Disseny
El disseny de la cadira motoritzada motoritzada es pot classificar per sistema de conducció/xassís, bateria, controlador, seient i ús. A causa del seu ús com a mètode principal de locomoció, han de ser de la màxima fiabilitat tant elèctricament com estructuralment, i estan classificats com a equips mèdics duradors per Medicare als Estats Units.

### Sistema de conducció/Xassís
Les cadires motoritzades generalment són de quatre rodes o de sis rodes i no són plegables, però existeixen alguns dissenys plegables i altres dissenys poden tenir alguna capacitat de desmuntar-se parcialment per al trànsit.
Existeixen quatre estils generals de sistemes de tracció de cadires motoritzades: tracció davantera, central o posterior i tracció total. Les rodes motoritzades solen ser una mica més grans que les rodes posteriors/rodables, mentre que les rodes giratòries solen ser més grans que les rodes d'una cadira manual. Les cadires motoritzades amb tracció central tenen rodes tant a la part davantera com a la posterior per a una disposició de sis rodes.

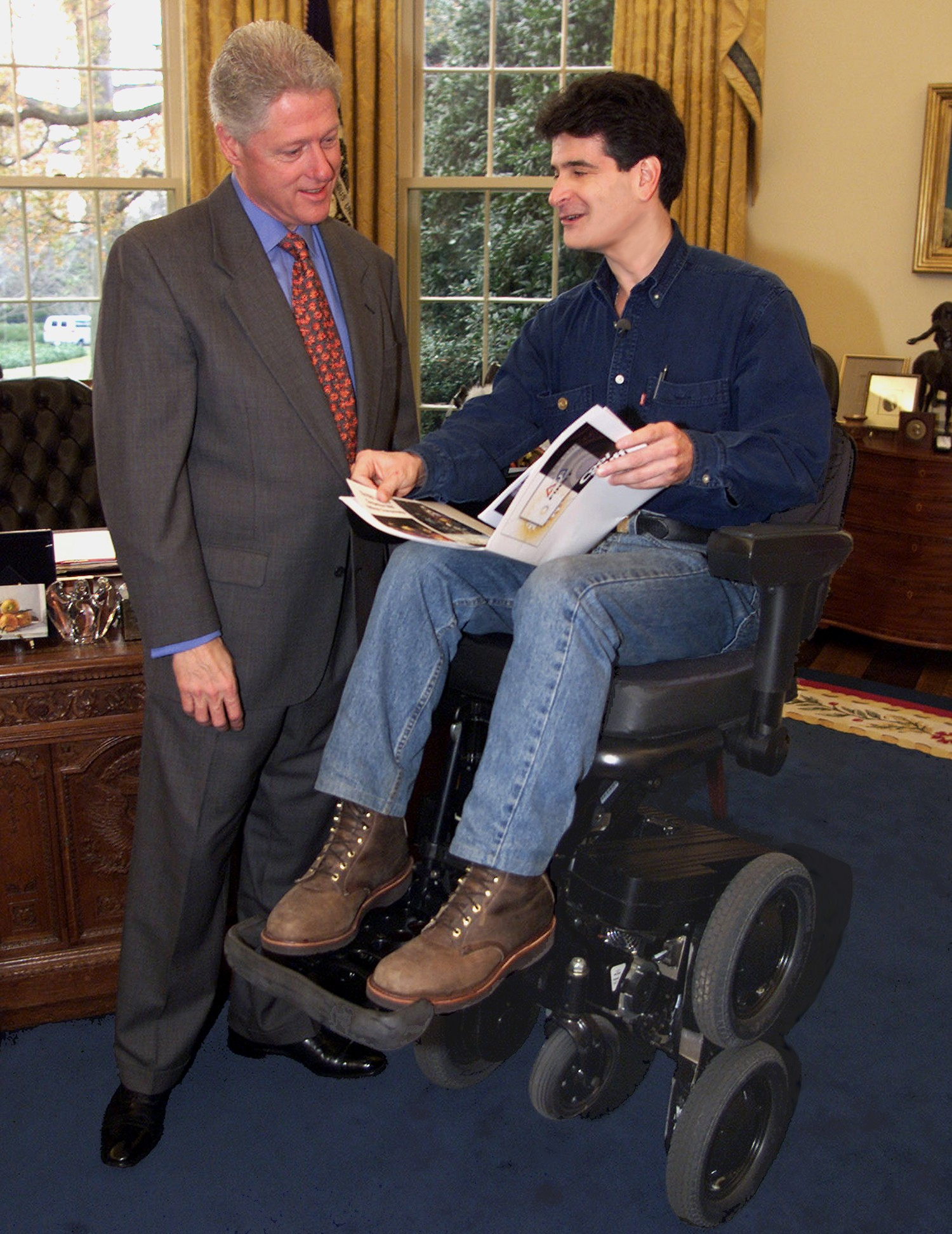
L'expresident dels Estats Units Bill Clinton, Dean Kamen i l'iBot

El xassís de la cadira motoritzada també pot muntar un pujador de voreres, un dispositiu elèctric per aixecar les rodes davanteres sobre un voral de 10 cm o menys.
Algunes cadires de rodes manuals també poden estar equipades amb un sistema elèctric auxiliar. Això pot adoptar una de les tres formes següents: integrat amb el nucli de les rodes propulsades manualment, de manera que qualsevol força sobre els pushrims sigui augmentada pel sistema d'accionament, o muntat sota la cadira de rodes i controlat com en una cadira motoritzada, però amb la força motriu o bé. transmès a les rodes principals mitjançant un sistema d'accionament de fricció, o lliurat directament a través d'una roda motriu auxiliar.
Alguns dissenys experimentals de cadires elèctrics tot terreny s'han produït amb pistes en lloc de rodes, però aquests no són d'ús comú.
Altres dissenys experimentals han incorporat habilitats per pujar escales i el disseny iBOT de Dean Kamen va incloure tant la pujada d'escales com la capacitat de "aixecar-se" al seu xassís capgirat mitjançant l'ús de sensors giroscòpics avançats. L'iBOT va ser en un moment un model de producció, però ja no es comercialitza.

### Bateria
12 volts de 12 a 80 amperes hora, les bateries més petites s'utilitzen per parells per donar a la cadira prou potència per durar almenys un dia entre càrregues. Aquests estan disponibles en opcions humides o seques. Com que les bateries de cèl·lules humides no es poden portar legalment en un avió sense treure-les de la cadira de rodes i fixar-les en un contenidor d'enviament, les bateries de cèl·lules seques són preferibles per a l'ús de la cadira motoritzada. Moltes cadires motoritzades porten un carregador a bord que es pot connectar a una presa de corrent estàndard; Els models més antics o més portàtils poden tenir una unitat de carregador independent.

### Controlador

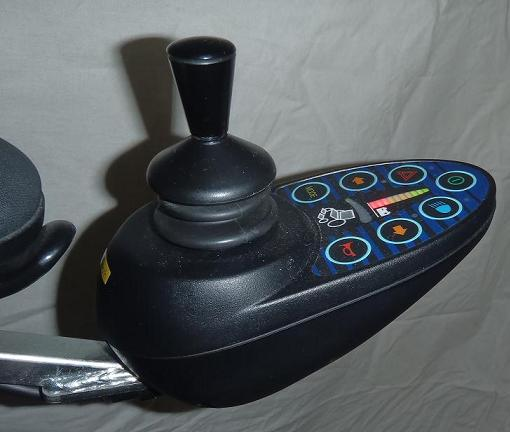
Un controlador de joystick típic

Els controladors solen ser un joystick muntat en el recolzabraç que pot tenir controls addicionals per permetre a l'usuari adaptar la sensibilitat o accedir a diversos modes de control. El controlador pot ser giratori per ajudar en les transferències laterals. Per als usuaris que no poden utilitzar un controlador manual, hi ha disponibles diverses alternatives, com ara controladors de glop i bufat, que funcionen bufant en un sensor. En alguns casos, el controlador es pot muntar perquè l'utilitzi un ajudant que camina darrere de la cadira en lloc de l'usuari. Les capacitats inclouen girar una roda motriu cap endavant mentre que l'altra va cap enrere, fent girar la cadira de rodes dins la seva pròpia longitud (direcció diferencial).
S'ha demostrat a l'entorn del laboratori cadires de rodes controlades per la ment, que funcionen realment mitjançant la detecció d'ones cerebrals o senyals nerviosos mitjançant sensors al cuir cabellut o en altres llocs.

### Seient
El disseny dels seients d'una cadira motoritzada pot variar. Començant amb un seient i respatller bàsic de vinil o niló, algunes cadires tenen un encoixinat opcional, algunes tenen opcions de coixí i respatller més còmodes que poden incloure un reposacaps. Hi ha empreses que poden adaptar-se als seus propis respatllers i coixins de seient per a persones amb major necessitat d'estabilitat al maleter o amb un major risc d'úlceres per pressió per asseure's. Finalment, hi ha solucions especialitzades de seients disponibles per als usuaris que necessiten un suport personalitzat. Els reposa-cames es poden integrar en el disseny del seient i poden tenir un ajust elèctric per a aquells usuaris que necessiten variar la posició de les cames. Les cadires motoritzades també poden tenir una instal·lació inclinable a l'espai o reclinable per als usuaris que no poden mantenir una posició de seient vertical indefinidament. Aquesta funció també pot ajudar a millorar la comoditat canviant la pressió a diferents àrees durant un temps, o amb la col·locació en una cadira de rodes quan cal pujar un usuari.
Algunes cadires motoritzades de gamma alta presenten una capacitat "dempeus" en la qual el seient sencer s'eleva per portar l'usuari a l'altura de peu o la base del seient, el respatller i els reposacames es mouen conjuntament per portar l'usuari a una posició vertical. La cadira motoritzada pot moure's o no mentre està en posició elevada.

### Medi ambient (disseny)

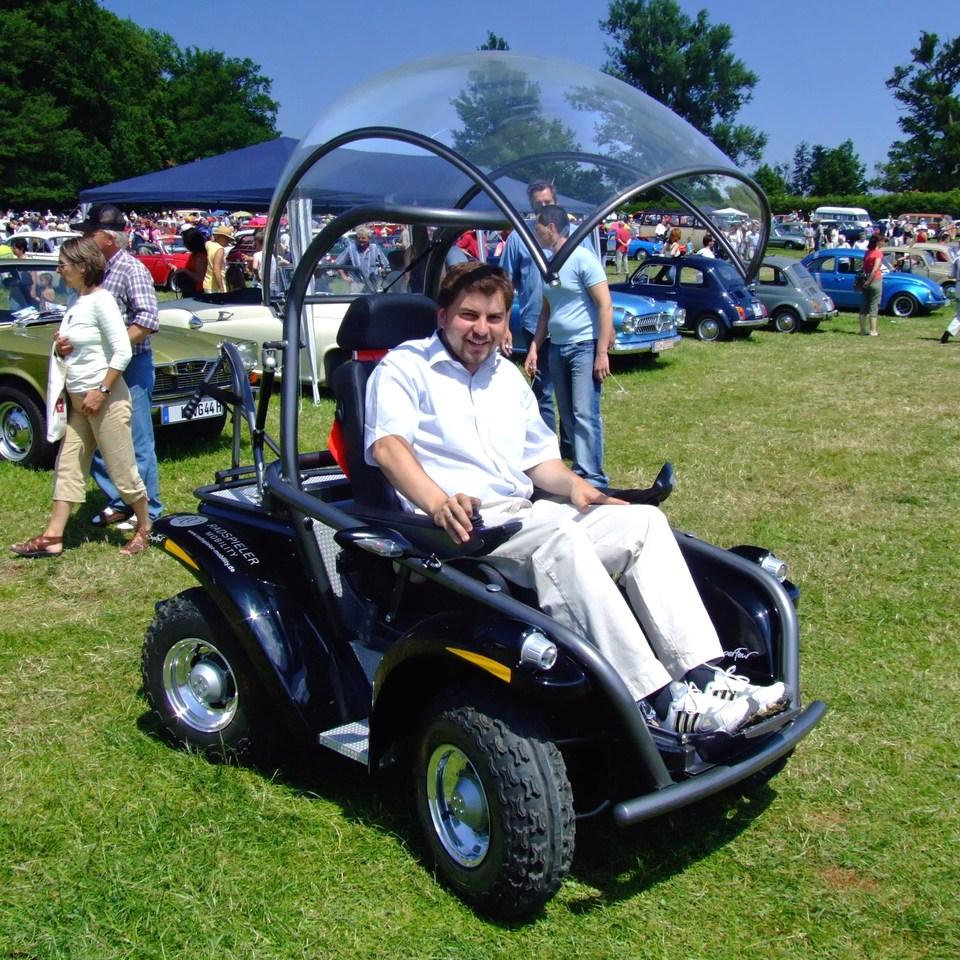
Una gran cadira d'exterior d'estil ATV

Les cadires motoritzades es poden dissenyar per a ús interior, exterior o interior/exterior. Una cadira motoritzada d'interior típica serà estreta i curta, per permetre una millor maniobra en entorns estrets. Els controls solen ser senzills i, a causa del disseny més petit, la cadira seria menys estable a l'aire lliure. Els pneumàtics solen ser més llis (anteriorment anomenats pneumàtics de catifes) per cuidar el sòl d'una llar. Les cadires motoritzades d'interior/exterior tornaran a tenir un disseny tan petit com sigui possible, però amb un rang raonable de bateries, alguns pneumàtics adherents (però no pneumàtics fora de carretera grans), aquests sovint inclouen un escalador de voreres per ajudar amb les maniobres on hi hagi. no hi ha voreres. Destinat només a l'ús del paviment. Les cadires d'exterior tenen un abast considerable, una gran distància entre eixos per contribuir a l'estabilitat i pneumàtics grans que milloren la comoditat i el maneig de la cadira. De vegades es poden portar a l'interior en entorns adaptats, però no al voltant d'una casa típica.
Algunes cadires motoritzades exteriors molt grans s'han dissenyat tenint en compte la mobilitat a través del país i mostren la convergència del disseny amb altres tipus de vehicles de travessa.

### Transport
La majoria de les cadires de rodes estan provades per xoc segons les normes 7176 i ISO 10542. Aquestes normes signifiquen que una cadira de rodes es pot utilitzar mirant cap endavant en un vehicle si el vehicle ha estat equipat amb un sistema d'ancoratge o acoblament aprovat per assegurar la cadira de rodes i un mètode per assegurar l'ocupant de la cadira de rodes. A Alemanya i altres països, tenen prioritat en els passos de vianants i es poden portar sense permís de conduir, si la velocitat màxima és inferior a 6 km/h.

## Ús
Les cadires motoritzades generalment es prescriuen per a usuaris que no poden utilitzar una cadira de rodes manual. No obstant això, tant als Estats Units (Medicare i algunes asseguradores privades) com al Regne Unit (Servei Nacional de Salut) generalment no es prescriuen cadires motoritzades als usuaris que tinguin cap capacitat per caminar dins de la llar, fins i tot si aquesta capacitat està tan limitada funcionalment com per ser pràcticament inútil i on l'usuari no pot utilitzar una cadira de rodes manual de manera independent. Els activistes dels drets de les persones amb discapacitat fan campanya perquè els procediments de prescripció se centren en una avaluació individual basada en les necessitats més que en l'aplicació inflexible de les normes de prescripció. La prescripció restringida fa que molts usuaris es vegin obligats a adquirir una solució de manera privada, en alguns casos conformant-se amb una cadira motoritzada o un patinet de mobilitat que no és ideal per a les seves necessitats, però que s'ajusta al seu pressupost.
L'ús de cadires motoritzades no es limita únicament als usuaris que no puguin utilitzar cadires manuals. Qualsevol persona amb discapacitat amb problemes de mobilitat, fatiga o dolor o problemes cardiovasculars pot trobar una cadira motoritzada avantatjosa en algunes circumstàncies; no obstant això, les pràctiques de prescripció existents solen significar que les cadires motoritzades per a aquest ús s'han de comprar o llogar de manera privada per a l'ocasió.

## EPW adaptades

### Mobilitat
- Escúter de mobilitat.[10]
- Carro de la compra motoritzat.

### Esports
- Carro de golf
- Esports com Powerchair Football i Power hoquei s'han dissenyat específicament per als usuaris de cadires de rodes elèctriques juntament amb cadires de rodes elèctriques dissenyades específicament.[11]

## Limitacions
Les adaptacions d'accés, com ara els espais per a cadires de rodes al transport públic i els ascensors per a cadires de rodes, sovint es dissenyen al voltant d'una cadira de rodes manual típica (al Regne Unit es coneix com a "cadira de rodes de referència"). Les cadires motoritzades, però, sovint superen els límits de mida i pes de les cadires de rodes manuals, ja que no estan limitades per la capacitat de l'usuari d'autopropulsar-se. Alguns dissenys són massa grans o pesats per a determinats espais per a cadires de rodes i ascensors. Tanmateix, hi ha nous dissenys i innovacions que busquen superar aquests problemes.